# Taphozous nudiventris
Taphozous nudiventris là một loài động vật có vú trong họ Dơi bao, bộ Dơi. Loài này được Cretzschmar mô tả năm 1830.